# Втрати силових структур внаслідок російського вторгнення в Україну (вересень 2024)
У статті наведено список втрат українських військовослужбовців у російсько-українській війні за вересень 2024 року (включно).

## Список загиблих за вересень 2024 року
| Орден святого великомученика Юрія Переможця |

| Орден «За мужність» І ступеня | Орден «За мужність» ІІ ступеня | Орден «За мужність» ІІІ ступеня |

| Нагрудний знак «За взірцевість у військовій службі» ІІІ ступеня | Орден «Народний Герой України» |